# كرايغ فوستر (لاعب كرة قدم)
كرايغ فوستر (بالإنجليزية: Craig Foster)‏ (7 سبتمبر 1991 بجامايكا - ) هو لاعب كرة قدم جامايكي في مركز الهجوم. شارك مع منتخب جامايكا تحت 20 سنة لكرة القدم. أما مع النوادي، فقد لعب مع نادي ماريهامن ونادي موتالا وKotkan Työväen Palloilijat ‏ وF.C. Reno ‏ ونادي بان.

## وصلات خارجية
- كرايغ فوستر على موقع قاعدة بيانات كرة القدم.إي يو (الإنجليزية)
- كرايغ فوستر على موقع Soccerway.com (الإنجليزية)